# ریچارد دیکس (بازیکن فوتبال)
ریچارد دیکس (انگلیسی: Richard Dix; ۱۷ ژانویهٔ ۱۹۲۴ – ۲ ژوئیهٔ ۱۹۹۰) بازیکن فوتبال اهل بریتانیا بود.
از باشگاه‌هایی که در آن بازی کرده‌است می‌توان به باشگاه فوتبال برافورد پارک آونیو و باشگاه فوتبال برادفورد سیتی اشاره کرد.